# Georg Leibbrandt
Pour les articles homonymes, voir Leibbrandt.
Georg Leibbrandt (5 septembre 1899, Hoffnungstal dans la région d’Odessa - 16 juin 1982, Bonn, Allemagne) était un professeur et un homme politique nazi. Après une carrière scientifique, il travailla au Ministère du Reich pour les territoires occupés de l’Est (Reichsministerium fur die besetzten Ostgebiete), dirigé par Alfred Rosenberg. Il fut l’un des deux représentants de celui-ci à la conférence de Wannsee, avec Alfred Meyer. Accusé lors d’un des procès de Nuremberg, il fut acquitté et reprit sa carrière scientifique aux États-Unis. Il décéda à Bonn le 16 juin 1982.

## Les premières années
Georg Leibbrandt voit le jour le 5 septembre 1899, à Hoffnungstal (actuellement Tsebrykove), dans la région d’Odessa et est issu d’une famille de colons allemands d’origine souabe qui s’étaient établis en Ukraine. Il entame ses études secondaires à Dorpat puis à Odessa. Pendant la Première Guerre mondiale, lorsque les troupes allemandes avancent en Ukraine, il rejoint l’armée en tant qu’interprète. Leibbrandt parle en effet allemand, russe, ukrainien, français et anglais.

Après la Révolution d'Octobre de 1917, il fuit à Berlin. À partir de 1920, il entame des études de théologie, philosophie et de sciences sociales à l’université de Marbourg, puis à celles de Tübingen, Leipzig et Londres.

## Sous la république de Weimar
Leibbrandt décroche son doctorat en 1927 à la suite de son travail sur l’émigration souabe en Russie au début du XIXe siècle, dont son grand-père fut l’un des dirigeants. Après sa promotion, il effectue des voyages de recherche. Il effectue ensuite des voyages d’études à Paris, Londres, en Union soviétique, à l’invitation de Clara Zetkin, et aux États-Unis, grâce à une bourse de la fondation Rockefeller. Lors de son séjour en Amérique, il rejoint la section du parti nazi à Washington.